# Dominic Toretto
Dominic "Dom" Toretto è uno dei protagonisti della saga cinematografica Fast & Furious. Introdotto dal primo capitolo come antieroe, sarà assente nel secondo film e nel terzo comparirà solo in un breve cameo nel finale. Dal quarto film della saga diventerà il protagonista insieme a Brian O'Conner fino al settimo film per poi essere il solo protagonista a partire dal film successivo data la prematura morte di Paul Walker (interprete di O'Conner).
È interpretato da Vin Diesel e doppiato nella versione italiana da Massimo Corvo

## Biografia del personaggio
Dominic Toretto, soprannominato "Dom", è un grande appassionato di macchine e motori, fin da bambino. Per mantenersi ha lavorato nell'officina del padre Jack come aiuto meccanico, e di tanto in tanto partecipava ad alcune gare automobilistiche su licenza.
Dom fu testimone diretto della morte del padre Jack, durante una gara automobilistica, causata dalla scorrettezza di Kenny Linder, uno dei partecipanti, ma anche per via del fratello minore di Dom, Jakob, che per ripagare un debito aveva manomesso l'auto. Accecato dal dolore e dall'ira, aggredì violentemente il pilota, colpendolo più volte con una chiave inglese; ciò causò la sua esclusione dalle gare e lo costrinse a due anni di riformatorio. In quel periodo divenne un giovane criminale, frequentando l'ambiente delle corse clandestine, l'unico in cui poteva ancora gareggiare. In seguito Mia, sua sorella, cominciò ad interessarsi sempre più al mondo delle gare clandestine, nonostante l'iniziale contrarietà dei fratelli.

Dominic Toretto è carismatico e tiene gli altri a distanza; per lui la famiglia viene prima di tutto, e di conseguenza è estremamente protettivo nei confronti di Mia. A modo suo, è molto religioso: nel primo film chiede a Jesse di benedire il cibo con la preghiera. Nell'ottavo film viene rivelato che Dominic e la sua famiglia sono di origine cubana (informazione omessa nei precedenti capitoli della saga in quanto essi sono stati girati quando sull'isola era ancora presente l'embargo). 

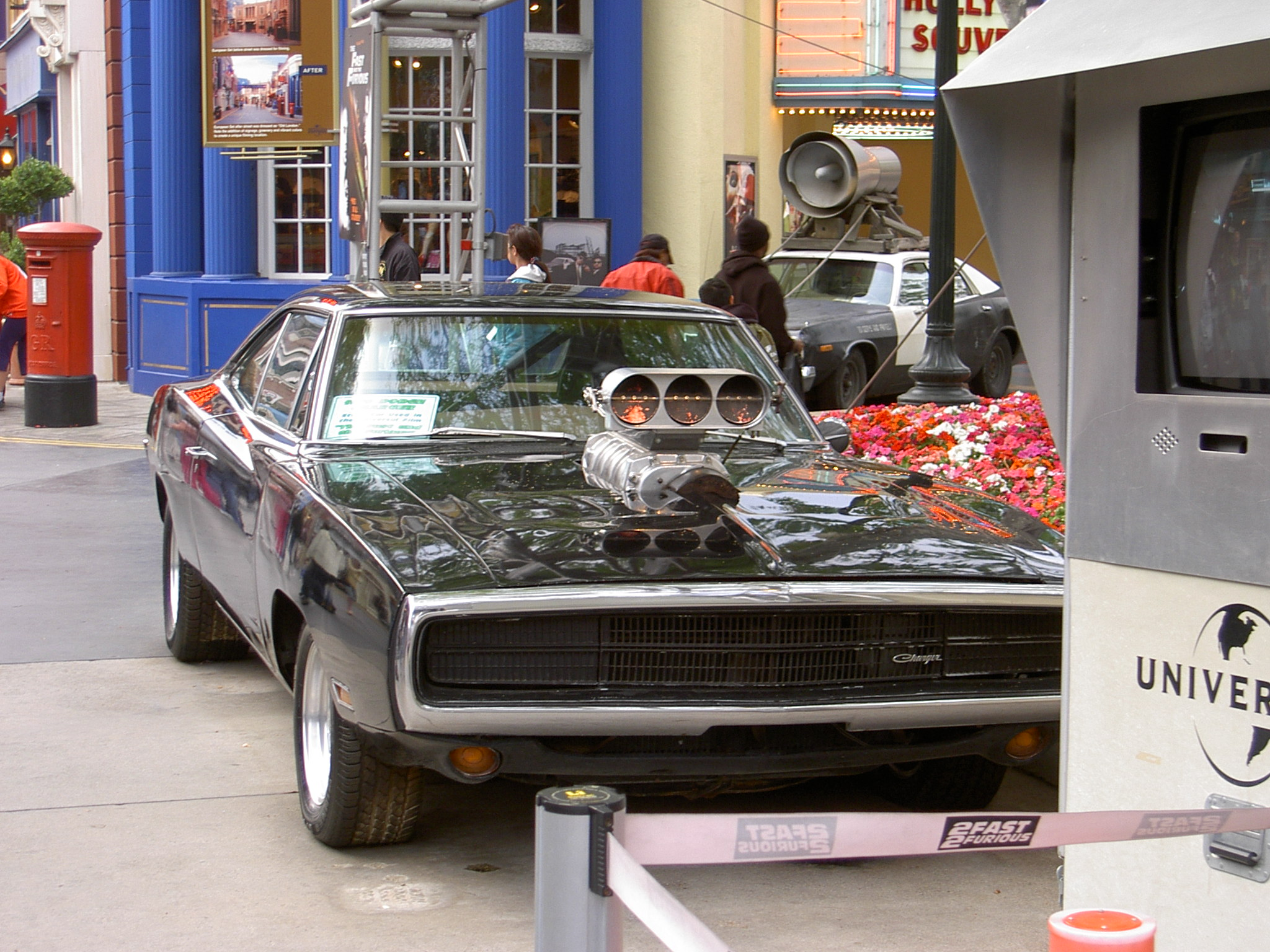
La Dodge Charger di Dominic Toretto, che compare in quattro film della serie.

### Fast and Furious(2001)
Dominic Toretto vive a Los Angeles dove, insieme a sua sorella Mia e alla sua fidanzata Leticia Ortiz (soprannominata Letty), di giorno si alterna fra la sua officina e il suo chiosco, mentre di notte è l'organizzatore di corse clandestine d'auto, dimostrandosi il carismatico capo di un nutrito gruppo di spericolati piloti di auto da corsa truccate (gruppo in cui lui è il miglior pilota). Nonostante le scommesse siano alte e di conseguenza lo siano le sue vincite, Dominic vuole di più: così col suo gruppo di amici organizza vari furti su strada a camion con carichi preziosi. Ad indagare sui colpi effettuati da Dom e dalla sua "famiglia" viene messo l'agente FBI Brian O'Conner, anch'egli abilissimo pilota.
Brian si presenta sotto copertura come Brian Earl Spilner e riesce, non senza difficoltà, a conquistarsi la stima di Dom e l'amore di Mia, malgrado la chiara ostilità di Vince, amico di Dom e innamorato di Mia. In breve, Dom e la sua "famiglia" arrivano a un conflitto con Johnny Tran, nel cui mirino entra il giovane Jesse. Ciò spinge Dom a decidere di fare un colpo eccezionale rapinando l'ennesimo camion, ma ad un rischio davvero molto elevato. Durante la rapina (che va male) Vince rimane gravemente ferito e Brian riesce a salvarlo a prezzo di rivelare la sua identità, facendo infuriare Dom. Dopo l'omicidio di Jesse davanti ai loro occhi, Dom e Brian si scontrano con Tran, eliminandolo e Brian decide di aiutare l'amico a fuggire dalla polizia, consegnandogli la sua auto.

### The Fast and the Furious: Tokyo Drift(2006)
Alla fine di questo film, Dominic Toretto si presenta a Tokyo per sfidare il giovane Sean Boswell a una gara, affermando di essere un grande amico di Han, misteriosamente rimasto ucciso con la propria auto durante l'inseguimento su Central Shibuya da parte di Takashi, nipote del boss locale della Yakuza. Le motivazioni per cui Dom si trova lì divengono chiare a seguito dei tre film successivi a questo, essendo essi dei prequel di Tokyo Drift, che approfondiscono, tra le altre cose, l'amicizia tra Dom e Han.

### Fast & Furious - Solo parti originali(2009)
Toretto si trova in Repubblica Dominicana assieme a Letty e un nuovo gruppo di tirapiedi (tra cui Han e i giamaicani Tego Leo e Rico Santos) a rapinare tir di carburante, definito "oro liquido", venduto poi durante le gare e durante i vari raduni. Dom lascia la Repubblica Dominicana e Letty, poiché convinto che la vita che conducevano fosse troppo pericolosa per lei. Poco dopo scopre che Letty è stata uccisa: dopo aver assistito al funerale di Letty, Dom ritrova Brian, mandato dall'FBI proprio a indagare su quel caso e decide di aiutarlo nell'inchiesta per poter vendicare la sorte di Letty. I due scoprono che la sua morte è legata all'organizzazione criminale del ricercato Arturo Braga e capiscono che, per catturare il responsabile, devono entrare nell'organizzazione stessa; naturalmente, il modo più facile è partecipare alle corse organizzate dai malavitosi e, in breve, i due entrano nel giro, anche grazie alla particolare attrazione che Gisele Yashar, la capogruppo dell'organizzazione, prova verso Dom (cosa che la porterà a passare dalla sua parte) e alla stima che dimostra Ramon Campos, che promette loro di portarli da Braga. A seguito di alcune vicende, Dom e Brian scoprono che Braga è lo stesso Ramon, che fugge in Messico. Nell'inseguimento, Dom riesce infine a vendicare Letty uccidendo Fenix, il tirapiedi di Braga responsabile della morte dell'amata. Ormai giunti negli USA, Braga e Dom (che si rifiuta di scappare e sceglie invece di aiutare Brian ferito) vengono arrestati dalla polizia: Dom, nonostante l'aiuto dato, viene condannato a venticinque anni di carcere per i suoi reati precedenti.

### Fast & Furious 5(2011)
Durante il suo trasferimento al penitenziario, Dom viene liberato da Brian e Mia e i tre si rifugiano a Rio De Janeiro, dove ritrova il suo migliore amico Vince, che adesso si è sposato e ha avuto un figlio, Nico (chiamato così in omaggio a Dom): lui propone loro di rapinare un convoglio che trasporta alcune auto da corsa per rivenderle, ma falliscono nel progetto, venendo catturati dai loro complici, uomini del corrotto malavitoso Hernan Reyes. Fuggiti, i due si ricongiungono a Mia, che annuncia di essere incinta; Brian comincia quindi a considerare l'idea di abbandonare quella vita così pericolosa. Prima, però lui e Dom decidono di rapinare Reyes, e per farlo mettono insieme una squadra composta dai loro vecchi amici: Roman Pearce, Tej Parker, Han, Gisele, Leo e Santos. Fra loro e il loro obiettivo si mette l'agente delle forze speciali Luke Hobbs che, insieme alla poliziotta Elena Neves e a capo di una squadra altamente addestrata, comincia a dar loro la caccia, incaricato di riportarli in America. Le squadre di Hobbs e Toretto si scontrano più volte ma il federale non riesce a catturarli; in seguito, però, Hobbs riesce a rintracciare il nascondiglio del team e, dopo un duro scontro con Dom, li arresta. Mentre trasporta i prigionieri, la squadra di Hobbs subisce un'imboscata dagli uomini di Reyes, che uccidono tutti i suoi uomini e Vince. Deciso a vendicarsi, Dom organizza infine il colpo per derubare Reyes di tutti i suoi fondi, custoditi in un'enorme cassaforte. Dopo un lungo inseguimento per la città, Reyes viene infine fermato e ucciso da Hobbs, che decide di concedere al team di Dom un giorno di vantaggio. Approfittandone, la squadra si spartisce il bottino, e Dom si ritira con Elena (con cui ha iniziato una relazione), Mia e Brian alle isole Canarie.

### Fast & Furious 6(2013)
Dom ormai vive una vita tranquilla alle Canarie con Elena, Brian, Mia e il neonato nipote Jack; tuttavia viene contattato da Hobbs perché lo aiuti a dare la caccia a una banda di terroristi capitanata dall'ex agente della SAS Owen Shaw: dal momento che Hobbs gli rivela che della banda fa parte anche Letty (creduta morta dopo i fatti di Fast & Furious - Solo parti originali), Dom (spinto anche da Elena e dalla sorella Mia) accetta di aiutare il rivale, anche alla luce del fatto che il federale promette a lui e all'intero team l'amnistia e, quindi, la possibilità di tornare a casa e ricominciare una vita tranquilla. Per dare la caccia a Shaw, Dominic, insieme a Brian, riunisce la squadra e si reca a Londra: qui ha più volte modo d'incontrare Letty, che ha perso la memoria, ma mano a mano capisce la sincerità di Dom e infine ritorna dalla sua parte. Dopo duri scontri tra Londra e la Spagna, infine l'organizzazione di Shaw viene sgominata, anche se a prezzo della vita di Gisele, e a Dom e alla squadra viene concessa l'amnistia promessa da Hobbs, potendo quindi tornare alla loro vecchia vita a Los Angeles. Qui, Elena lascia che Dom torni da Letty, la quale non ha ancora recuperato la memoria, ma sente di essere a casa.
La scena dopo i titoli di coda, che si svolge durante i fatti di The Fast and the Furious: Tokyo Drift, mostra che a uccidere Han è l'ex agente MI6 Deckard Shaw (fratello di Owen), il quale subito dopo telefona a Toretto per giurargli vendetta.

### Fast & Furious 7(2015)
In questo film divengono chiare le motivazioni per cui, nel finale di Tokyo Drift, Dom si fosse recato in Giappone: oltre ad aver ucciso Han, Deckard Shaw, deciso a vendicarsi del team di Toretto per aver ridotto il fratello Owen in fin di vita, tenta di uccidere Hobbs, che finisce in ospedale, e fa esplodere la casa di Dom, Mia, Brian e il piccolo Jack, che si salvano per miracolo; pertanto, Dom si reca a Tokyo per indagare sulla morte dell'amico. Immediatamente dopo averlo seppellito, rintraccia Shaw per ucciderlo; tuttavia, l'astuzia dell'avversario lo fa fallire e il suo team viene reclutato dall'agente della CIA "Sig. Nessuno", che si offre di aiutarli nella loro lotta contro Shaw a patto che loro lo aiutino a recuperare un localizzatore informatico chiamato "Occhio di Dio", in grado di rintracciare chiunque sul pianeta, salvando l'hacker che l'ha creato, Ramsey, dal terrorista Mose Jakande (complice di Shaw). Dopo un duro inseguimento sulle montagne del Caucaso, Dom riesce a salvare l'hacker e col team si reca ad Abu Dhabi per recuperare il dispositivo, riuscendoci. Utilizzando l'Occhio di Dio, Shaw viene rintracciato e lo scontro finale con lui si svolge proprio a Los Angeles. Malgrado il duro confronto finale venga ulteriormente complicato dall'intervento di Jakande, la squadra riesce a eliminarlo e Dom sconfigge Shaw, che viene quindi arrestato da Hobbs (rimessosi dall'ospedale e intervenuto nello scontro in supporto al team). Alla fine, inoltre, Letty recupera la memoria, rivelando che tra gli eventi del primo e del quarto film, quando erano ancora nella Repubblica Dominicana, lei e Dom si erano sposati.
Alla fine del film, Brian e Mia, ormai genitori di due bambini, decidono di lasciarsi quella vita pericolosa alle spalle: pertanto, dopo un'ultima gara in amicizia, le strade di Dom e Brian si separano definitivamente (quest'uscita di scena di Brian è in realtà un modo per omaggiarne l'interprete, Paul Walker, grande amico di Vin Diesel anche nella vita reale è morto nel periodo delle riprese di questo film).

### Fast & Furious 8(2017)
Dom e Letty si trovano a Cuba la tanto rimandata luna di miele, proseguendo la loro vita di gare con le auto. Improvvisamente, Dom viene avvicinato da Cipher, una cyber-terrorista che gli chiede di rubare un dispositivo EMP, sulle cui tracce è stato messo Hobbs: guarda caso, l'amico chiede proprio a Dom e al suo team di aiutarlo nel recupero (essendogli stato dato questo incarico in modo non ufficiale). Dom accetta e, una volta recuperato il dispositivo a Berlino, manda Hobbs fuori strada e glielo sottrae, apparentemente tradendo la squadra e condannando Hobbs alla prigione: Dom fa tutto ciò perché Cipher tiene in ostaggio la sua ex fidanzata Elena Neves e il figlio che hanno avuto. La cyber-terrorista manda Toretto a New York a recuperare un dispositivo nucleare: qui, Dom viene ostacolato dal suo team, a cui si sono uniti Hobbs e Deckard Shaw, liberati dal "Sig. Nessuno" e costretti a collaborare per trovarlo in modo che la CIA possa arrestare Cipher. Malgrado tutto, Dom riesce nel suo intento ma impedisce a Rhodes (il vice di Cipher) di uccidere Letty e questo "tradimento" costa la vita a Elena. Toretto e Rhodes vengono quindi mandati in una base russa per fare in modo di attivare delle testate nucleari da un sottomarino mediante l'impulso del dispositivo EMP; nel frattempo, però, Deckard e Owen Shaw s'infiltrano sull'aereo di Cipher per salvare il figlio di Dom e Elena: mentre era a New York, Toretto era infatti riuscito a contattare la loro madre, Magdalene (anche lei agente governativa), chiedendole questo favore, e aveva finto di uccidere Deckard per farlo agire indisturbato. Saputo del salvataggio del figlio, Dom uccide Rhodes per vendicare Elena e impedirgli di uccidere la squadra, giunta lì per distruggere il sottomarino, riunendosi infine a loro e aiutandoli a debellare la minaccia. Nel finale, Dom ringrazia tutti per non avergli voltato le spalle, battezzando infine suo figlio come "Brian".

## Caratterizzazione

### Abilità
Dom è uno dei migliori piloti al mondo, nonché un meccanico abilissimo e un grande ingegnere meccanico quasi al pari di Tej. Nonostante non abbia conseguito alcuna formazione nel combattimento corpo a corpo, Dom si è dimostrato in grado di sconfiggere l'ex operatore delle forze speciali Luke Hobbs e l'esperto di arti marziali Deckard Shaw. È in possesso di una forza fisica incredibile, abbastanza da renderlo in grado di sollevare la parte anteriore di un'auto e di ammaccare uno sportello con un pugno, nonché di una resistenza fuori dal comune, non avendo riportato alcun danno neppure dopo essersi schiantato sul parabrezza di un'auto dopo una caduta di almeno 10 metri. Nel quinto film ha dato prova di conoscere il parkour.

### Famiglia
- Jack Toretto † (padre)
- Madre † (nome sconosciuto)
- Jakob Toretto †? (fratello minore)
- Mia Toretto~O'Conner (sorella minore)
- Brian Marcos "Piccolo B." Toretto (figlio, avuto con Elena Neves)
- Leticia "Letty" Ortiz~Toretto (moglie)
- Elena Neves † (ex compagna)
- Brian O'Conner (cognato)
- Jack O'Conner (nipote)
- Nipote innominata (figlia di Mia e Brian)
- Fernando Toretto (cugino paterno)
- Antonio "Tony" Toretto (cugino paterno)